# Fall Leonarda Dibrani
Der Fall Leonarda Dibrani bezieht sich auf die politischen Unruhen in Frankreich im Oktober 2013, die rund um die Abschiebung Leonarda Dibranis, einer jungen Roma aus dem Kosovo, entstanden.
Leonarda Dibrani war zum Tatzeitpunkt 15 Jahre alt. Ihre Familie stammt ursprünglich aus dem Kosovo, wobei ihre Mutter und ihre Geschwister allesamt in Italien geboren wurden.
Ihre Familie lebte bis 2008 in Fano/Italien. Die Kinder fehlten regelmäßig in der Schule und wurden Betteln geschickt. Der Vater, Resat Dibrani, war trotz Bemühungen der Stadt Fano nicht ins Arbeitsleben integrierbar und wurde zumeist verhaltensbedingt gekündigt. Sein Zubrot verdiente er als Schrottsammler. Er war wegen Diebstahls, Betrugs und Gewaltdelikten vorbestraft.
Die Stadt Fano plante aufgrund der Kindswohlgefährdung die Entziehung der Kinder. Um der Entziehung zu entgehen, floh die Familie 2008 nach Frankreich. Bei ihrer Ankunft verbrannten die Eltern alle Urkunden und Reisepässe und stellten Asylanträge.
Als Grund für die Asylbedürftigkeit wurde die Diskriminierung als Roma im Kosovo angegeben. Als die wahre Herkunft herauskam, wurden die Asylanträge als offensichtlich unbegründet abgelehnt. Versuche die Asylbescheide rechtlich anzufechten scheiterten, sodass schlussendlich die Abschiebung beschlossen wurde.
Da Minderjährige nicht ohne Sorgeberechtigten abgeschoben werden können, zerstreute sich die Familie an unterschiedliche Unterkünfte, sodass eine gemeinsame Abschiebung vorerst unmöglich war. Resat Dibrani wurde 2 Wochen vor dem Vorfall alleine abgeschoben. Die Mutter und die Kinder wurden lokalisiert, festgenommen und abgeschoben. Die Schülerin wurde während eines Schulausflugs verhaftet. Dies führte zu den landesweiten Protesten.
Das nach Meinung der Betroffenen inakzeptable Angebot des französischen Präsidenten François Hollande auf die nachfolgende Krise hat zu heftiger Kritik von allen Seiten geführt, einschließlich seiner eigenen sozialistischen Partei.
Jean-François Copé, Parteichef der zweitgrößten Partei in Frankreichs UMP, kündigte daraufhin an, ein neues Gesetz zum Geburtsortsprinzip in Frankreich vorzuschlagen. Bereits am darauf folgenden Tag gab Innenminister Manuel Valls bekannt, Präsident Hollande wolle das Asylrecht anpassen, um ähnliche Fälle in Zukunft zu vermeiden.[veraltet]
Der Sturz des ehemaligen Präsidenten der französischen Sozialistischen Partei Harlem Désir im April 2014 wurde teilweise darauf zurückgeführt, dass seine Haltung während des Falls Dibrani als unangemessen angesehen wurde. Er hatte seine Hoffnung zum Ausdruck gebracht, dass nicht nur Leonarda, sondern auch anderen Mitgliedern ihrer Familie erlaubt werde, nach Frankreich zurückzukehren.